# マテウス・ファッショ・イノセンシオ
マテウス・ファッショ・イノセンシオ（Mateus Facho Inocencio、1981年5月17日 ‐ ）は、ブラジル・パトロシーニオ・パウリスタ出身でハードルが専門の陸上競技選手。2004年アテネオリンピック男子110mハードルのファイナリスト（7位）である。また、2002年ソルトレークシティオリンピックのボブスレー代表であり、夏季と冬季のオリンピックに出場したブラジル勢初の選手である。

## 経歴
スポーツ選手になる前はコーヒー農場で働いていた。
2002年2月、ソルトレークシティオリンピックの男子ボブスレー4人乗りに出場。結果は33チーム中27位に終わった。
2004年8月、アテネオリンピックの男子110mハードルに出場。2次予選を13秒33（0.0）の自己ベストで突破すると、準決勝も自己ベストに迫る13秒34（0.0）をマークして決勝に進出。この種目ではブラジル勢初のファイナリストとなったが、決勝はタイムを落として13秒49（+0.3）の7位に終わった。また、今大会出場したことにより、夏季と冬季のオリンピックに出場したブラジル勢初の選手となった。
2005年8月、ヘルシンキ世界選手権の男子110mハードルに出場。準決勝で13秒39（-1.9）の組3着に入り、タイムで拾われて決勝に進出した。この種目では2003年パリ大会のマルシオ・シモン・デ・ソウザに続く、ブラジル勢史上2人目のファイナリストとなったが、決勝は13秒48（-0.2）の8位に終わった。

## 自己ベスト
記録欄の（　）内の数字は風速（m/s）で、+は追い風を意味する。
| 種目         | 記録          | 年月日        | 場所       | 備考 |
| 屋外         | 屋外          | 屋外          | 屋外       | 屋外 |
| ------------ | ------------- | ------------- | ---------- | ---- |
| 100m         | 10秒52 (+1.3) | 2002年4月13日 | サンパウロ |      |
| 110mハードル | 13秒33 (0.0)  | 2004年8月25日 | アテネ     |      |
| 走幅跳       | 7m25 (+1.9)   | 2005年4月17日 | サンパウロ |      |
| 室内         |               |               |            |      |
| 60mハードル  | 7秒67         | 2006年3月11日 | モスクワ   |      |

## 主要大会成績
備考欄の記録は当時のもの
| 年   | 大会                                | 場所               | 種目    | 結果   | 記録          | 備考                            |
| ---- | ----------------------------------- | ------------------ | ------- | ------ | ------------- | ------------------------------- |
| 2000 | 南アメリカジュニア選手権 (en)       | サン・レオポルド   | 110mH   | 優勝   | 14秒53 (+1.9) |                                 |
| 2000 | 世界ジュニア選手権                  | サンティアゴ       | 110mH   | 準決勝 | 14秒40 (-1.8) | 予選14秒22 (+1.8)：自己ベスト   |
| 2002 | イベロアメリカ選手権 (en)           | グアテマラシティ   | 110mH   | 2位    | 13秒58 (+1.4) |                                 |
| 2003 | 南アメリカ選手権 (en)               | バルキシメト       | 110mH   | 3位    | 13秒69 (+1.5) |                                 |
| 2003 | 世界選手権                          | パリ               | 110mH   | 準決勝 | 13秒59 (0.0)  |                                 |
| 2004 | イベロアメリカ選手権 (en)           | ウエルバ           | 110mH   | 2位    | 13秒52 (-0.6) |                                 |
| 2004 | オリンピック                        | アテネ             | 110mH   | 7位    | 13秒49 (+0.3) | 2次予選13秒33 (0.0)：自己ベスト |
| 2004 | ワールドアスレチックファイナル (en) | モナコ             | 110mH   | 7位    | 13秒65 (-2.0) |                                 |
| 2005 | 南アメリカ選手権 (en)               | カリ               | 110mH   | 3位    | 13秒72 (+3.4) |                                 |
| 2005 | 世界選手権                          | ヘルシンキ         | 110mH   | 8位    | 13秒48 (-0.2) |                                 |
| 2005 | ユニバーシアード (en)               | イズミル           | 110mH   | 優勝   | 13秒45 (-0.4) |                                 |
| 2006 | 世界室内選手権                      | モスクワ           | 60mH    | 準決勝 | 7秒67         | 自己ベスト                      |
| 2006 | 南アメリカ選手権 (en)               | トゥンハ           | 110mH   | 3位    | 13秒84 (-3.0) |                                 |
| 2010 | イベロアメリカ選手権 (en)           | サン・フェルナンド | 110mH   | 6位    | 13秒95 (+0.1) |                                 |
| 2011 | 南アメリカ選手権 (en)               | ブエノスアイレス   | 110mH   | 優勝   | 13秒70        |                                 |
| 2011 | パンアメリカン競技大会 (en)         | グアダラハラ       | 110mH   | 8位    | 13秒76 (+1.6) |                                 |
| 2011 | パンアメリカン競技大会 (en)         | グアダラハラ       | 4x100mR | 予選   | 39秒44 (4走)  | 決勝進出                        |
| 2013 | 南アメリカ選手権 (en)               | カルタヘナ         | 110mH   | 2位    | 13秒67 (+1.0) |                                 |
| 2014 | 南アメリカ競技大会 (en)             | サンティアゴ       | 110mH   | 5位    | 13秒93 (+0.5) |                                 |